# José Mariano Astigueta (nieto)
José Mariano Astigueta (Buenos Aires, 22 de abril de 1922-Ibídem, julio de 2003) fue un abogado y político argentino. Entre 1962 y 1963 se desempeñó como ministro de Educación y Justicia.

## Biografía
Era hijo de José Mariano Astigueta y nieto de otro José Mariano Astigueta, que había sido ministro de Justicia e Instrucción Pública durante la presidencia de Miguel Juárez Celman.
Durante su juventud fue parte del equipo de primera de rugby del San Isidro Club. También, como remero, representó en regatas internacionales al Buenos Aires Rowing Club.
En 1945 se graduó como abogado en la Universidad de Buenos Aires; en 1952, siendo fiscal de la localidad de Mercedes, su intervención en una huelga ferroviaria provocó malestar en el gobierno del general Perón que dispuso su traslado a Ushuaia. Debido a este último hecho, Astigueta renunció y se dedicó al ejercicio privado de su profesión.
En mayo de 1963, durante la presidencia de José María Guido, fue nombrado al frente del Ministerio de Educación y Justicia. Desempeñó ese cargo hasta octubre de 1963, cuando Guido entregó el poder a Arturo Illia. Su primo José Manuel Astigueta era ministro de Defensa en el mismo período.
Ejerció como Secretario de Estado de Cultura y Educación durante la presidencia de facto de Juan Carlos Onganía, entre junio de 1967 y octubre de 1969.